# 荒木賢二郎
荒木 賢二郎（あらき けんじろう、1980年11月28日 - ）は、日本の実業家。長崎県出身。

## 人物
東京農工大学工学部卒業と同時にウェブデザイン会社を創業。早稲田大学大学院商学研究科（MBA）修了を経て、2015年に同社を譲渡。その後、ベンチャー企業5社の創業に参画し、IoT、メディア、リペアエコノミー、飲食店、いじめ防止アプリなどの経営に携わる。
2020年より、テレワーク・テクノロジーズ株式会社代表取締役CEOとして、テレワーク関連事業を推進。現在は堀江貴文との共同により、生成AI・ChatGPTを活用した研修・コンサル事業「パイソンメイカー」「タノメル」「ホリエモンAI学校」を展開。ChatGPTを用いたプログラミング講座は、IT人材不足に悩む地方企業などの関心を集めている。
堀江との共著『堀江貴文のChatGPT大全』は、2023年8月の発売直後から全国の大手書店で売上ランキング1位を獲得した。

## エピソード
- 2018年、会員制バーを日中貸し出す事業や、かき氷専門店を夏の昼間だけ出店する事業を計画するも、不動産屋に門前払いされる。これらの体験をもとに、居酒屋の昼や定休日など、物件の空き時間を月単位で貸し借りできるプラットフォーム「よじげんスペース」を考案した[2]。
- 2023年、テレワーク需要の一巡により自社の業績が低迷し、株主から会社の清算を示唆されるも、それから48時間で企画・発表した新サービスがヒットし、会社は急成長に転じる[6]。この過程に関して、「諦めずにChatGPTに相談し続け、ChatGPTの研修・コンサルの事業を立ち上げたからこそ今がある」[7]と述べている。

## 著書
- 堀江貴文共著、2023、『堀江貴文のChatGPT大全』、幻冬舎 ISBN 9784344041592